# Luigi Gabelli
Luigi Gabelli (Porcia, 3 aprile 1906 – Lechemti, 27 giugno 1936) è stato un militare e aviatore italiano, decorato di Medaglia d'oro al valor militare alla memoria nel corso delle operazioni di stabilizzazione dell'Africa Orientale Italiana.

## Biografia
Nacque a Porcia, al tempo provincia di Udine, ora ex provincia di Pordenone, il 3 aprile 1906.  Arruolatosi nel Regio Esercito frequentò il corso per allievi ufficiali di complemento per l'artiglieria da montagna, uscendone il 24 giugno 1926 con il grado di sottotenente di complemento. Prestò servizio di prima nomina presso il 1º Reggimento artiglieria da montagna, al termine del quale fu posto in congedo nel settembre del 1926. Fu richiamato in servizio attivo dopo un anno, a domanda, assegnato a frequentare la Scuola di pilotaggio civile di Cerveteri, dove nel giugno 1928 conseguì il brevetto di pilota d'aeroplano. Trasferito alla Scuola di osservazione aerea, divenne pilota militare e nel marzo 1929 entrò in servizio presso il 21º Stormo Osservazione Aerea, e nel giugno dello stesso anno transitò in servizio presso la Regia Aeronautica come sottotenente di complemento. Congedatosi nel marzo 1930, fu promosso tenente due anni dopo.
Nel marzo 1935, in vista dello scoppio della guerra con l'Etiopia, fu richiamato in servizio attivo, e dopo un breve periodo addestrativo, fu assegnato al 14º Stormo Bombardamento Terrestre. Trasferito in Africa orientale, sbarcò a Massaua, Eritrea, il 9 dicembre, a conflitto iniziato. In tre mesi partecipava a 36 azioni di guerra, venendo decorato con la Medaglia d'argento al valor militare. Rimase ucciso nel corso dell'eccidio di Lechemti il 27 giugno 1936, e per onorarne il coraggio gli fu conferita la Medaglia d'oro al valor militare alla memoria.
Una scuola di Porcia porta il suo nome, così come l'aeroporto di Campoformido,, una via di Guidonia ed una di Udine.

### Annotazioni
1. ↑  Tale aeroporto era stato intitolato il 7 maggio 1923 al maggiore pilota Ferdinando Bonazzi, e fu a lui intitolato il 1 maggio 1937.

### Fonti
1. 1 2 3  Ufficio Storico dell'Aeronautica Militare 1969, p. 46.
2. 1 2 3 4 5 6 7  Combattenti Liberazione.
3. ↑   Medaglia d'oro al valor militare Luigi Gabelli, su quirinale.it, Quirinale. URL consultato il 17 settembre 2020.
4. ↑  Bollettino Ufficiale 1936, dispensa 37, pag. 619, Bollettino Ufficiale 1937, disp. 9, pag. 182.

### Periodici
- Ovidio Ferrante, Lekemti: la Kindu della Regia Aeronautica, in Rivista Militare, Roma, Stato Maggiore dell'Aeronautica Militare, febbraio-marzo 2006,  pp. 80-87.
- Nico Sgarlato, Le Aquile dell'Impero, in Ali di Gloria, n. 3, Parma, Delta Editrice, aprile-maggio 2012.